# Župnija Ptuj – Sveti Peter in Pavel
Župnija Ptuj – Sveti Peter in Pavel je rimskokatoliška teritorialna župnija, dekanije Ptuj, Ptujsko-Slovenjegoriškega naddekanata, ki je del nadškofije Maribor.

## Sakralni objekti
- Cerkev svetega Petra in Pavla, Ptuj (župnijska cerkev)
- Cerkev Žalostne Matere Božje, Rogoznica